# نيل سميث (لاعب كرة قدم)
نيل سميث (بالإنجليزية: Neil Smith)‏ هو لاعب كرة قدم ومدرب كرة قدم بريطاني في مركز الوسط، ولد في 30 سبتمبر 1971 في لامبث ‏ في المملكة المتحدة. لعب مع توتنهام هوتسبير وستيفيناغ بوروه ونادي بروملي ونادي ريدنغ ونادي غيلينغهام ونادي فولهام ونادي وكينغ.

## وصلات خارجية
- نيل سميث على موقع قاعدة بيانات كرة القدم.إي يو (الإنجليزية)
- نيل سميث على موقع Soccerbase.com (لاعب) (الإنجليزية)